# Landtagswahlkreis Eckernförde
Der Landtagswahlkreis Eckernförde (Wahlkreis 8) ist ein Landtagswahlkreis in Schleswig-Holstein. Er umfasst vom Kreis Rendsburg-Eckernförde die Stadt Eckernförde, die Gemeinde Altenholz und die Ämter Dänischenhagen, Dänischer Wohld, Hüttener Berge und Schlei-Ostsee. Obwohl die CDU im Regelfall keine überdurchschnittlichen Zweitstimmenergebnisse erzielte, hat sie lediglich 1947 und von 1987 bis 2000 der SPD den Vortritt lassen müssen. Die Ministerpräsidenten Gerhard Stoltenberg und Daniel Günther (beide CDU) wurden in diesem Wahlkreis gewählt.

## Neueinteilung
Zur Landtagswahl 2012 wurde das Gebiet des Wahlkreises verändert. Er verlor das Amt Eiderkanal an den Landtagswahlkreis Rendsburg, erhielt aber die Gemeinde Altenholz und die Ämter Dänischenhagen und Dänischer Wohld vom Landtagswahlkreis Rendsburg-Ost. Die Nummerierung änderte sich von 10 auf 9. Zur Landtagswahl 2017 wurde Eckernförde unter der Wahlkreisnummer 8 geführt.

## Landtagswahl 2022
| Direktkandidat           | Partei           | Erststimme (gesamt) | Erststimme (in %) | Zweitstimme (gesamt) | Zweitstimme (in %) |
| ------------------------ | ---------------- | ------------------- | ----------------- | -------------------- | ------------------ |
| Daniel Günther           | CDU              | 30.954              | 58,4              | 20.979               | 39,6               |
| Thomas Losse-Müller      | SPD              | 8.518               | 16,1              | 8.242                | 15,6               |
| Joschka Knuth            | GRÜNE            | 6.169               | 11,6              | 10.336               | 19,5               |
| Thilo Rohlfs             | FDP              | 1.543               | 2,9               | 3.951                | 7,5                |
| Kevin Dorow              | AfD              | 1.637               | 3,1               | 1.965                | 3,7                |
| Sebastian Heck           | LINKE            | 586                 | 1,1               | 667                  | 1,3                |
| Jette Waldinger-Thiering | SSW              | 2.591               | 4,9               | 4.662                | 8,8                |
| –                        | PIRATEN          | –                   | –                 | 146                  | 0,3                |
| Joachim Orth             | FREIE WÄHLER     | 217                 | 0,4               | 263                  | 0,5                |
| –                        | Die Partei       | –                   | –                 | 346                  | 0,7                |
| Lars Schmidt             | Z.               | 70                  | 0,1               | 57                   | 0,1                |
| Annette Huschke          | dieBasis         | 704                 | 1,3               | 704                  | 1,3                |
| –                        | Die Humanisten   | –                   | –                 | 52                   | 0,1                |
| –                        | Gesundheitsf.    | –                   | –                 | 47                   | 0,1                |
| –                        | Tierschutzpartei | –                   | –                 | 444                  | 0,8                |
| –                        | Volt             | –                   | –                 | 85                   | 0,2                |

Ministerpräsident Daniel Günther, der dem Landtag seit 2009 angehört, gewann den Wahlkreis erneut. Diesmal mit der absoluten Mehrheit der Erststimmen. Daneben wurden der SPD-Direktkandidat Thomas Losse-Müller als Spitzenkandidat, der Direktkandidat der Grünen, Joschka Knuth, der bereits 2019 in das Parlament nachgerückt war, sowie die Direktkandidatin des SSW, Jette Waldinger-Thiering (Landtagsabgeordnete seit 2012), über die Landeslisten ihrer jeweiligen Partei in den Landtag gewählt. Nach seiner Ernennung zum Staatssekretär im Ministerium für Energiewende, Klimaschutz, Umwelt und Natur trat Knuth zum 30. Juni 2022 aus dem Landtag zurück. Losse-Müller legte sein Mandat Ende März 2024 nieder, um Geschäftsführer der Stiftung Klimaneutralität zu werden.

## Landtagswahl 2017
siehe: Landtagswahl in Schleswig-Holstein 2017
| Direktkandidat           | Partei     | Erststimmen in % | Zweitstimmen in % |
| ------------------------ | ---------- | ---------------- | ----------------- |
| Daniel Günther           | CDU        | 43,2             | 35,0              |
| Serpil Midyatli          | SPD        | 26,7             | 23,1              |
| Joschka Knuth            | GRÜNE      | 8,4              | 14,3              |
| Wolfgang Kubicki         | FDP        | 9,1              | 11,8              |
| Wolfgang Dudda           | PIRATEN    | 1,0              | 1,2               |
| Jette Waldinger-Thiering | SSW        | 3,1              | 4,7               |
| Christian Klaus          | DIE LINKE. | 2,4              | 3,2               |
| Andreé Beckers           | AfD        | 3,6              | 4,8               |
| Übrige                   | Übrige     | 2,6              | 1,9               |

Neben dem Wahlkreisabgeordneten Daniel Günther (CDU), der das Mandat seit 2009 innehat, wurden die Wahlkreiskandidaten von SPD, Serpil Midyatli, FDP, Wolfgang Kubicki, und SSW, Jette Waldinger-Thiering, über die jeweiligen Landeslisten ihrer Parteien in den Landtag gewählt. Der bisherige Landtagsabgeordnete und Landesvorsitzende der Piratenpartei Wolfgang Dudda scheiterte mit seiner Partei an der 5%-Hürde. Nach seiner Wahl in den Deutschen Bundestag legte Wolfgang Kubicki am 14. Dezember 2017 sein Landtagsmandat nieder. Der Direktkandidat der Grünen Joschka Knuth, dessen Listenplatz zwölf zunächst zum Einzug in den Wahlkreis nicht ausgereicht hatte, rückte am 1. Juli 2019 für seinen Parteifreund Rasmus Andresen, der sein Mandat wegen der Wahl in das Europaparlament niedergelegt hatte, in den Landtag nach.

## Landtagswahl 2012
siehe: Landtagswahl in Schleswig-Holstein 2012
| Direktkandidat           | Partei     | Erststimmen in % | Zweitstimmen in % |
| ------------------------ | ---------- | ---------------- | ----------------- |
| Daniel Günther           | CDU        | 35,7             | 32,1              |
| Serpil Midyatli          | SPD        | 33,3             | 28,7              |
| Wolfgang Kubicki         | FDP        | 7,1              | 8,2               |
| Detlef Matthiessen       | GRÜNE      | 10,5             | 13,6              |
| Eckhard Kowalke          | DIE LINKE. | 1,6              | 1,6               |
| Jette Waldinger-Thiering | SSW        | 5,3              | 6,7               |
| Stefan Bartels           | PIRATEN    | 6,4              | 7,1               |
| Übrige                   |            | 1,9              | 4,0               |

Neben dem Wahlkreisabgeordneten Daniel Günther (CDU), der das Mandat seit 2009 innehat, wurden die Wahlkreiskandidaten von SPD, Serpil Midyatli, und FDP, Wolfgang Kubicki, über die jeweiligen Landeslisten ihrer Parteien in den Landtag gewählt. Die bisherigen Abgeordneten des SSW, Jette Waldinger-Thiering, und der Grünen, Detlef Matthiessen, verpassten zunächst den Wiedereinzug in den Landtag. Beide rückten nach der Regierungsbeteiligung am 12. Juni 2012 für die Minister Anke Spoorendonk (Waldinger-Thiering) und Robert Habeck (Matthiessen) wieder in das Parlament nach.

## Landtagswahl 2009
siehe auch: Landtagswahl in Schleswig-Holstein 2009
| Direktkandidat           | Partei     | Erststimmen in % | Zweitstimmen in % |
| ------------------------ | ---------- | ---------------- | ----------------- |
| Daniel Günther           | CDU        | 37,2             | 33,0              |
| Martin Klimach-Dreger    | SPD        | 28,0             | 24,6              |
| Oliver Fink              | FDP        | 9,5              | 13,6              |
| Detlef Matthiessen       | GRÜNE      | 10,6             | 11,6              |
| Jette Waldinger-Thiering | SSW        | 7,4              | 7,7               |
| Rainer Beuthel           | DIE LINKE. | 4,5              | 5,0               |
| Sven Kietzke             | PIRATEN    | 1,7              | 1,6               |
| -                        | NPD        | -                | 0,7               |
| Micha Bund               | FW-SH      | 1,1              | 0,8               |
| -                        | RENTNER    | -                | 0,6               |
| -                        | FAMILIE    | -                | 0,7               |
| -                        | RRP        | -                | 0,1               |
| -                        | IPD        | -                | 0,0               |

Neben dem erstmals gewählten Wahlkreisabgeordneten Daniel Günther (CDU), der das Mandat seit 2009 innehat, wurde der Wahlkreiskandidat der Grünen, Detlef Matthiessen, über die Landesliste seiner Partei in den Landtag gewählt. Die Kandidatin des SSW, Jette Waldinger-Thiering, verpasste zunächst den Einzug in den Landtag, rückte aber kurz vor Ende der Wahlperiode am 13. März 2012 für die verstorbene SSW-Abgeordnete Silke Hinrichsen in das Parlament nach.

## Landtagswahl 2005
| Direktkandidat     | Partei  | Erststimmen in % | Zweitstimmen in % |
| ------------------ | ------- | ---------------- | ----------------- |
| Ulrike Rodust      | SPD     | 38,5             | 36,7              |
| Jost de Jager      | CDU     | 43,3             | 40,7              |
| ?                  | FDP     | 4,7              | 6,0               |
| Detlef Matthiessen | GRÜNE   | 5,1              | 5,8               |
| ?                  | SSW     | 7,1              | 6,6               |
| ?                  | NPD     | 1,4              | 1,6               |
| -                  | FAMILIE | -                | 0,8               |
| -                  | Übrige  | -                | 1,6               |

Der CDU-Direktkandidat Jost de Jager, der dem Landtag bereits seit 1996 über die Landesliste angehört hatte, konnte den Wahlkreis erstmals seit 1983 für seine Partei gewinnen. Er legte sein Mandat jedoch bereits am 27. April 2005 nach seiner Ernennung zum Staatssekretär im Ministerium für Wissenschaft, Wirtschaft und Verkehr nieder. Die bisherige Wahlkreisabgeordnete Ulrike Rodust (SPD), die dem Parlament zuvor seit 1993 angehört hatte, verpasste zunächst den Wiedereinzug, rückte aber am 27. April 2005 für die ehemalige Ministerpräsidentin Heide Simonis in den Landtag nach. Nachdem sie für den verstorbenen Abgeordneten Willi Piecyk in das Europaparlament nachgerückt war, legte sie im Dezember 2008 ihr Landtagsmandat nieder. Detlef Matthiessen, der Kandidat der Grünen, der zuvor von 1996 bis 2000 und seit 2002 dem Landtag angehört hatte, verpasste zunächst ebenfalls ein Landtagsmandat. Er zog am 19. Juni 2006 für seinen ausgeschiedenen Parteikollegen Klaus Müller in das Parlament ein.

## Bisherige Abgeordnete
Direkt gewählte Abgeordnete des Wahlkreises Eckernförde waren:
| Jahr | Direktkandidat        | Partei | Erststimmen in % |
| ---- | --------------------- | ------ | ---------------- |
| 2022 | Daniel Günther        | CDU    | 58,4             |
| 2017 | Daniel Günther        | CDU    | 43,2             |
| 2012 | Daniel Günther        | CDU    | 35,7             |
| 2009 | Daniel Günther        | CDU    | 37,2             |
| 2005 | Jost de Jager         | CDU    | 43,3             |
| 2000 | Ulrike Rodust         | SPD    | 44,4             |
| 1996 | Ulrike Rodust         | SPD    | 39,8             |
| 1992 | Lianne Paulina-Mürl   | SPD    | 47,2             |
| 1988 | Lianne Paulina-Mürl   | SPD    | 55,5             |
| 1987 | Lianne Paulina-Mürl   | SPD    | 46,9             |
| 1983 | Hans-Klaus Solterbeck | CDU    |                  |
| 1979 | Gerhard Stoltenberg   | CDU    | 48,7             |
| 1975 | Gerhard Stoltenberg   | CDU    | 50,7             |
| 1971 | Gerhard Stoltenberg   | CDU    | 51,7             |
| 1967 | Walter Mentzel        | CDU    | 46,3             |
| 1962 | Walter Mentzel        | CDU    | 45,0             |
| 1958 | Walter Mentzel        | CDU    | 44,4             |
| 1954 | Walter Mentzel        | CDU    | 34,6             |
| 1950 | Hermann Dieckmann     | CDU    | 32,7             |
| 1947 | Eugen Lechner         | SPD    | 39,3             |